# Dicranota (Amalopina) fumicostata
Dicranota (Amalopina) fumicostata is een tweevleugelige uit de familie Pediciidae. De soort komt voor in het Palearctisch en Oriëntaals gebied.